# Aslan Kərimov
Aslan Səməd oğlu Kərimov (Baku, 1º gennaio 1973) è un ex calciatore azero, di ruolo centrocampista.

## Carriera
Ha collezionato 80 presenze nella Nazionale di calcio dell'Azerbaigian.

## Palmarès

### Club

#### Competizioni nazionali
- Campionato azero: 2

Karabakh Agdam: 1993, 2013-2014
- Coppa dell'Azerbaigian: 1

Karabakh Agdam: 2008-2009